# 走馬灯
走馬灯、走馬燈（そうまとう）とは内外二重の枠を持ち、影絵が回転しながら写るように細工された灯籠の一種。回り灯籠とも。中国発祥で日本では江戸中期に夏の夜の娯楽として登場した。俳諧では夏の季語。

## 仕組み
走馬灯の仕組みは、基本的に影絵芝居と共通する。光源は蝋燭（現在は安全のため電気式のものが普通）で、二重の枠のうち紙を張った外側の枠がスクリーンになっている。内側の枠の軸に人や馬の絵を切り抜いた紙を貼る。
ひとりでに影絵が動くのは、この内側の枠の構造に工夫があるからである。枠に取り付けられた軸の上に風車が付いており、蝋燭の熱が空気を暖めて起こる煙突効果による上昇気流を受けて回転する仕掛けになっている。そのため、内枠に取り付けた絵の影が回転する。
もともと影絵ということもあって地味なものだったが、現在はカラーセロファンなどの普及によって鮮やかな色つきの影絵が写るものもある。

## 用途
現在の日本ではお盆の際に飾る風習のある地域がある。

## 慣用句
死に際に見るという、自らの人生の様々な情景が脳裏に次々と現れては過ぎ去っていくさま（ライフレビュー）を、「走馬灯のように」と形容する。